# Gustavo González (peruviano)
Gustavo Gonzáles Teruel (Iquitos, 15 settembre 1964) è un ex calciatore peruviano, di ruolo portiere.